# Stanley Climbfall
Stanley Climbfall é o segundo álbum de estúdio da banda Lifehouse. O álbum traz o hit "Spin", obtendo um faturamento com mais de 500 mil nos Estados Unidos e já vendeu mais de 2 milhões de cópias em todo o mundo.

## Faixas
| N.º | Título                              | Duração |  |
| 1.  | "Spin"                              | 4:06    |  |
| 2.  | "Wash"                              | 4:48    |  |
| 3.  | "Sky is Falling"                    | 3:29    |  |
| 4.  | "Anchor"                            | 5:02    |  |
| 5.  | "Am I Ever Gonna Find Out"          | 2:39    |  |
| 6.  | "Stanley Climbfall"                 | 3:49    |  |
| 7.  | "Out Of Breath"                     | 3:20    |  |
| 8.  | "Just Another Name"                 | 3:24    |  |
| 9.  | "Take Me Away"                      | 4:47    |  |
| 10. | "My Precious"                       | 4:24    |  |
| 11. | "Empty Space"                       | 5:02    |  |
| 12. | "The Beginning"                     | 4:38    |  |
| 13. | "How Long"                          | 5:09    |  |
| 14. | "Sky is Falling" (Acoustic Version) | 2:53    |  |